# Trạm phát vô tuyến tần số cực thấp Grimeton
Trạm phát thanh Grimeton (phát âm tiếng Thụy Điển: [ˈɡrɪ̂mːɛˌtɔn]) là một cơ sở phát sóng VLF tại Grimeton, gần Varberg, Halland miền nam Thụy Điển. Tại đây có máy phát điện Alexanderson vỏ sắt phát vô tuyến điện. Trạm phát thanh được UNESCO công nhận là di sản thế giới, đồng thời nó cũng là một điểm dừng của Tuyến đường di sản công nghiệp châu Âu.
Trạm phát thanh được xây dựng từ năm 1922 - 1924 để hoạt động ở 17,2 kHz, mặc dù nó được thiết kế để hoạt động trên tần số lên đến 40 kHz. Có các ăng-ten phát sóng ngắn, hệ thống thiết bị dây trên không bao gồm 8 dây ngang được đỡ bằng 6 tháp thép dạng mắt cáo có chiều cao 127 mét mỗi tháp. Ngoài ra, trạm phát thanh này cũng được sử dụng để truyền sóng ngắn, FM và phát sóng truyền hình. Với mục đích này, một cột thu phát khung thép có chiều cao 260 mét đã được dựng lên ngay cạnh tòa nhà chứa máy phát 40 kHz vào năm 1966
Cho đến những năm 1950, trạm phát thanh Grimeton đã được sử dụng cho điện báo vô tuyến xuyên Đại Tây Dương đến Đài phát thanh Trung ương ở Long Island, New York, Mỹ. Từ năm 1960 cho đến năm 1996 nó được dùng để truyền lệnh cho tàu ngầm trong Hải quân Thụy Điển.
Trong năm 1968, một máy phát thứ hai đã được đặt trong đó nhưng sử dụng bóng bán dẫn và ống công nghệ. Máy phát Alexanderson trở nên lỗi thời vào năm 1996 và đã không còn được sử dụng nữa. Tuy nhiên, bởi vì nó vẫn còn trong tình trạng tốt nên nó được công bố là di tích quốc gia.
Ngày 2 tháng 7 năm 2004, trạm phát sóng Valberg ở Grimeton được công bố là Di sản văn hóa thế giới của UNESCO. Đây cũng là trạm phát thành đầu tiên và duy nhất cho đến nay có được danh hiệu này. Nó tiếp tục được sử dụng vào những dịp đặc biệt như ngày Alexanderson để truyền tải thông điệp Morse trên 17,2 kHz. Trạm phát sóng vẫn được sử dụng bởi Hải quân Thụy Điển, sử dụng cuộc gọi SRC ở tần số 40,4 Hz.